# 30297 Cupak
30297 Cupak este o planetă minoră (asteroid) din centura de asteroizi. A fost descoperită pe 28 aprilie 2000 la Stația Anderson Mesa de Lowell Observatory Near-Earth-Object Search. 
Obiectul prezintă o orbită caracterizată de o semiaxă mare de 2,5603968 UAi, o excentricitate de 0,13, o înclinație de 16,10716 ° în raport cu ecliptica.